# Złotokot afrykański
Złotokot afrykański, kot złoty (Caracal auratus) – gatunek średniej wielkości drapieżnego ssaka z podrodziny kotów (Felinae) w obrębie  rodziny kotowatych (Felidae). Niegdyś wyodrębniany do osobnego rodzaju, później włączony do rodzaju karakal. Osiąga długość głowy i tułowia do około metra, masę do 16 kg, przy czym samice ustępują samcom. Ma czerwonobrązowe bądź szare futro, niekiedy z ciapkami. Zamieszkuje lasy Afryki. Żywi się zwykle niewielką zdobyczą, głównie gryzoniami, ale też dujkerami, koczkodanowatymi, innymi ssakami, jak i ptakami. W niewoli matka rodzi dwa kocięta. Zagrażają mu polowania i niszczenie siedlisk.

## Budowa

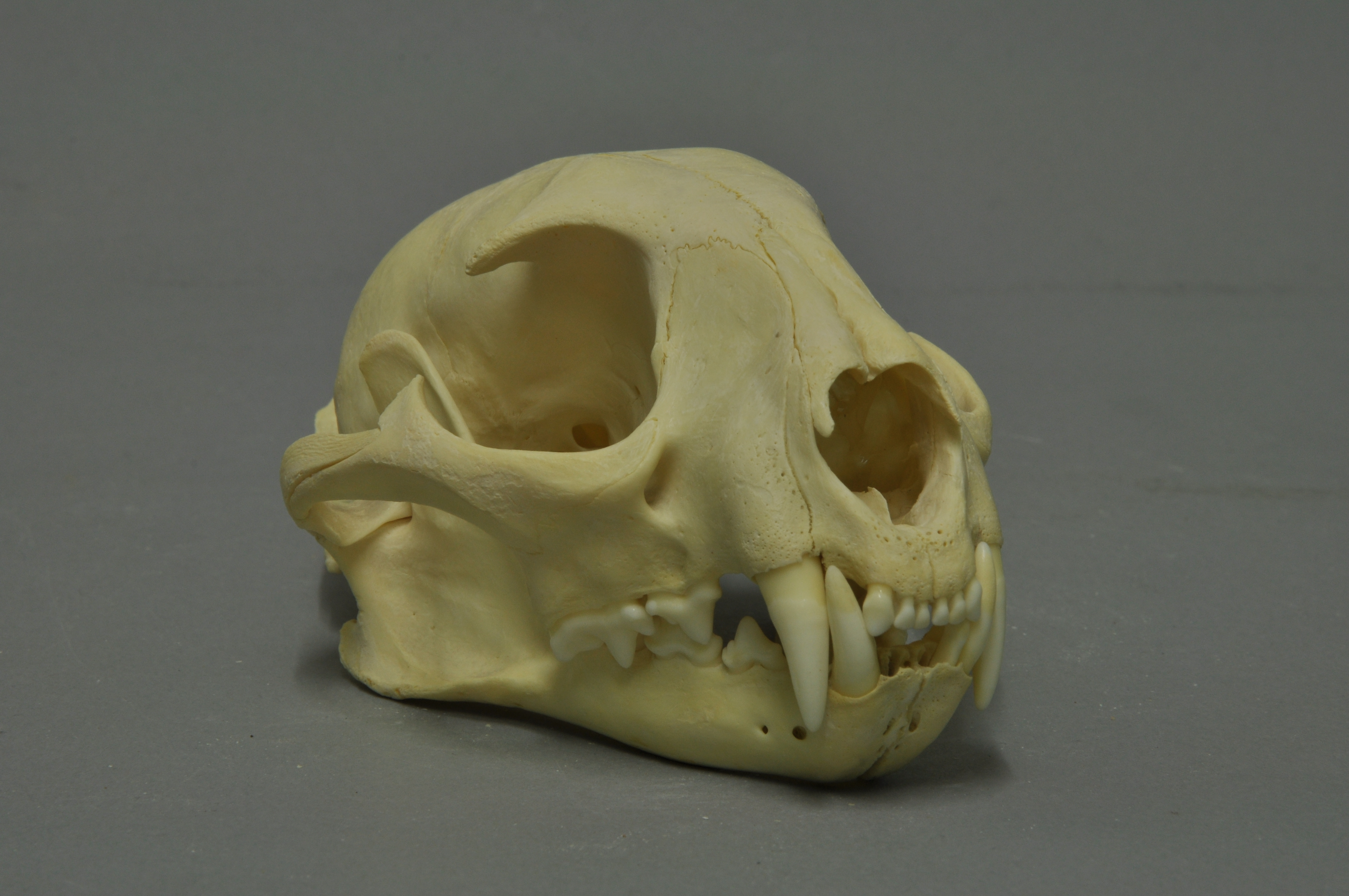
Czaszka. Widoczne duże kły i łamacze

Długość głowy i tułowia złotokota afrykańskiego wynosi od 61,6 do 101 cm. Towarzyszy temu ogon długości między 16,3 a 34,9 cm. Samica osiąga masę ciała od 6 do 8 kg, podczas gdy samiec jest od niej cięższy, ważąc od 11 do 16 kg, być może nawet do 18 kg. Czyni to złotokota mniejszym od blisko spokrewnionego karakala stepowego.
Ubarwienie złotokota afrykańskiego jest zróżnicowane. Niektóre osobniki są czerwonobrązowe, inne szare. Jedne noszą ciapki, inne jednolite futra. Zdarzają się, podobnie jak u innych kotowatych, jak lampart czy rzadziej jaguar,  osobniki melanistyczne całkowicie bądź po części. 
Pysk jest ciężki. Uszy są niewielkie, tępo zakończone, tylną stronę mają całkowicie czarną. Gardło jest białe z dużymi ciapkami czy plamkami. Między barkami i głową włosy kierują się do przodu, tworząc wiry. 
Klatka piersiowa i brzuszna strona ciała jest również biaława z dużymi ciemnymi plamkami czy ciapkami. Ciało wieńczy krótki ogon. Może on być zdobiony ciemniejszymi rzędami, ale nie muszą one występować.

## Systematyka

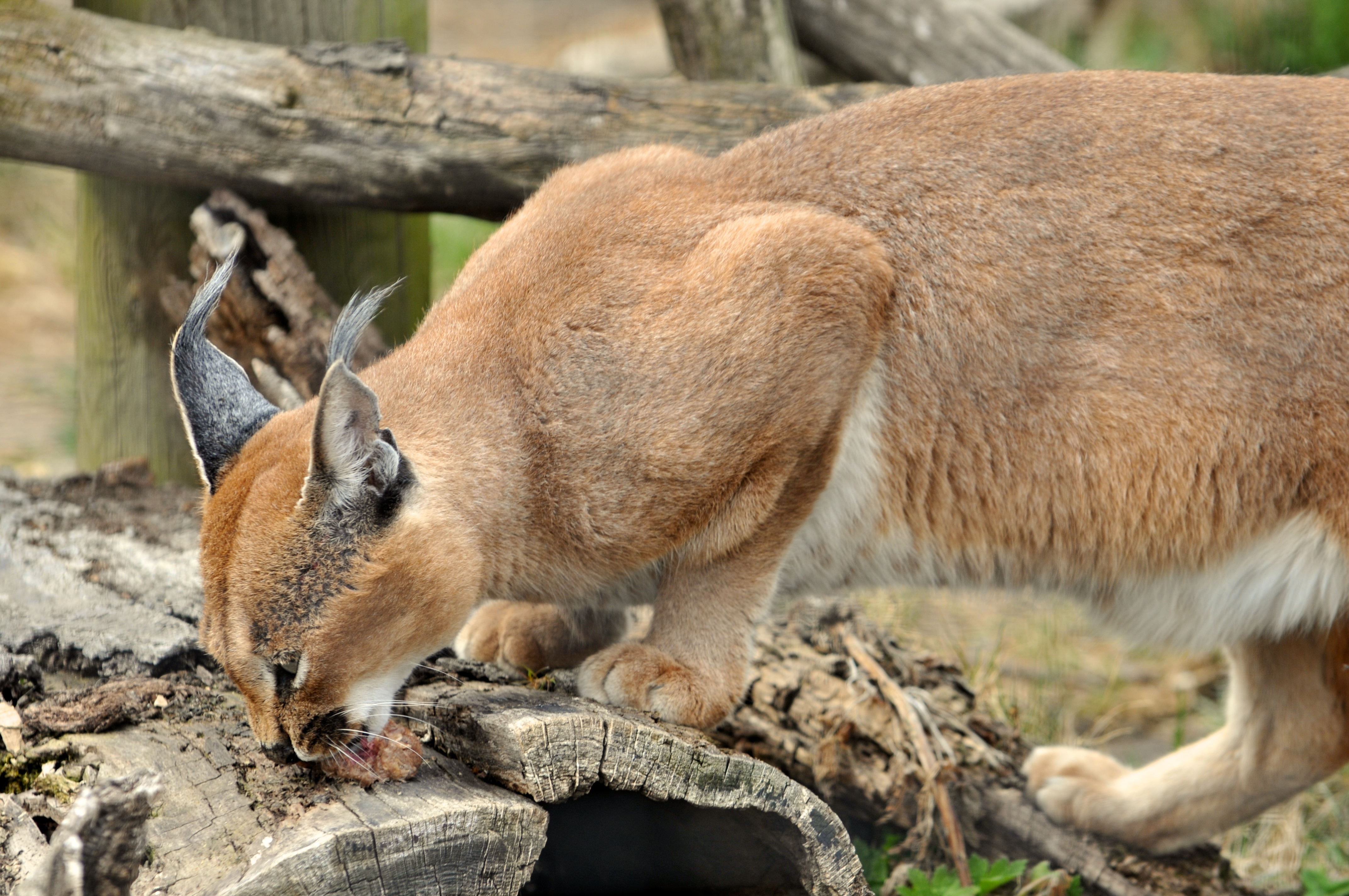
Biologia molekularna wskazuje, że najbliższym krewnym złotokota jest karakal stepowy

Gatunek po raz pierwszy zgodnie z zasadami nazewnictwa binominalnego opisał w 1827 roku holenderski zoolog Coenraad Jacob Temminck, umieszczając nowo opisany gatunek w rodzaju Felis i nadając mu epitet gatunkowy aurata. Temminck nie potrafił określić, gdzie jest miejsce typowe; Van Mensch i Van Bree w 1969 roku ustalili miejsce typowe na „prawdopodobnie przybrzeżny region Dolnej Gwinei”, w Afryce Zachodniej. Holotyp to zamontowana skóra dorosłego osobnika (sygnatura RMNH.MAM.19633) ze zbiorów Muzeum Historii Naturalnej w Lejdzie. Podgatunek celidogaster (jako odrębny gatunek) po raz pierwszy zgodnie z zasadami nazewnictwa binominalnego opisał w tej samej pracy Teeminck, umieszczając nowy takson w rodzaju Felis i nadając mu epitet gatunkowy celidogaster. Miejsce typowe to w oryginalnym opisie „wybrzeża Chile i Peru”, ale autor w 1853 roku zmienił miejsce typowe na „wybrzeże Gwinei”; ograniczone przez Van Menscha i Van Bree w 1969 roku do Dabocrom między Secondi (4°59′N 1°43′W/4,983333 -1,716667) i Butry (4°50′N 1°56′W/4,833333 -1,933333) w Ghanie. Holotyp to zamontowana skóra dorosłego osobnika (sygnatura RMNH.MAM.19632) ze zbiorów Muzeum Historii Naturalnej w Lejdzie.
Pokrewieństwo wobec innych gatunków kotowatych kontrowersyjne. Tradycyjnie umieszczany w monotypowym rodzaju Profelis (złotokot), lecz badania molekularne pokazują, że złotokot afrykański jest najbliżej spokrewniony z karakalem stepowym (Caracal caracal) i serwalem sawannowym (Leptailurus serval). Dlatego bywa zaliczany do rodzaju Caracal (karakal). Autorzy Illustrated Checklist of the Mammals of the World rozpoznają dwa podgatunki.

### Etymologia
- Caracal: fr. caracal ‘karakal’ od, tur. kara kulak ‘czarnouchy’, od kara ‘czarny’; kulak ‘ucho’[25].
- auratus: łac. auratus ‘pozłacany, ozdobiony złotem’, od aurum ‘złoto’[26].
- celidogaster: gr. κηλις kēlis, κηλιδος kēlidos ‘plama’[27]; γαστηρ gastēr, γαστρος gastros ‘brzuch’[28].

## Tryb życia

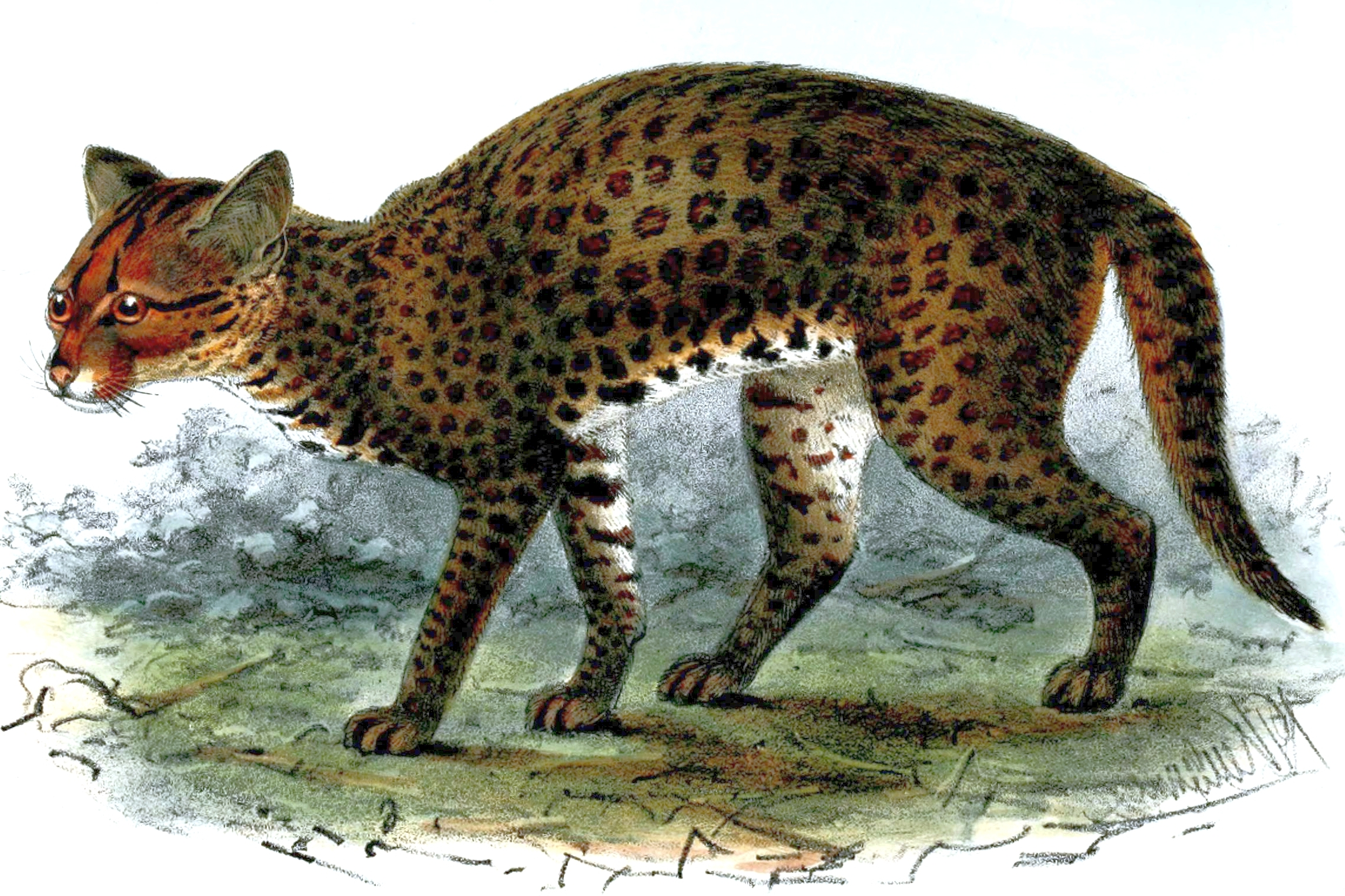
Na rycinie z 1873

Podobnie jak jego krewniacy, złotokot poluje na ziemi. Aktywny jest podczas zmierzchu i nocą, niekiedy jednak również za dnia. Nie migruje.
Kotowate znane są z bogatego repertuaru dźwięków. Złotokot nie jest tu wyjątkiem, wydaje się z siebie zróżnicowane dźwięki, w tym miauczy, ujada, mruczy, syczy i gargocze.
Nie poznano dobrze rozrodu złotokota afrykańskiego. W Zairze poczyniono pojedynczą obserwację samicy z jednym kocięciem w lesie Ituri. W niewoli hodowano złotokota, ale informacje o rozrodzie również są skąpe. Zaobserwowano bowiem zaledwie dwa porody w niewoli. W każdym przypadku matka zrodziła po dwa kocięta po ciąży trwającej 75 dni. U kotowatych opieka nad młodymi spada zwykle na barki samicy. Hodowany w niewoli samiec podszedł do przedłużania gatunku z powodzeniem w wieku 18 miesięcy. Pokolenie trwa pięć lat.

## Rozmieszczenie geograficzne
Złotokot afrykański występuje w Afryce, zamieszkując w zależności od podgatunku:
- P. aurata auratus – środkowa Afryka na wschód do Kenii
- P. aurata celidogaster – zachodnia Afryka.

IUCN wymienia następujące państwa, gdzie złotokot występuje: Angola, Demokratyczna Republika Kongo, Gabon, Ghana, Gwinea, Gwinea Równikowa, Kamerun, Kongo, Liberia, Nigeria, Republika Środkowoafrykańska, Sierra Leone, Uganda, Wybrzeże Kości Słoniowej. Obecność złotokota nie jest natomiast pewna w Beninie, Burundi, Gambii, Gwinea-Bissau, Kenii, Rwandzie, Senegalu, Sudanie i Togo. Zasięg występowania zwierzęcia leży na wysokości od poziomu morza do 3600 m.

## Ekologia
Siedliskiem złotokota afrykańskiego jest wilgotny las. Często bytuje on wzdłuż rzek. Niemniej spotyka się go także w podszycie lasu wtórnego, w lasach podlegających wyrębowi drzew, o ile mają one gęsty podszyt, a także w lasach górskich czy bambusowych. Nie gardzi on też górskimi wrzosowiskami (zasiedla je we wschodniej części swego zasięgu) oraz występuje w nadbrzeżnych zadrzewieniach w obrębie sawanny. 
IUCN zwraca uwagę, że to jedyny afrykański kot żyjący w lasach i wymagający ich obecności, w przeciwieństwie do sympatrycznych kotowatych Azji Południowo-Wschodniej. Istotnie blisko spokrewniony karakal stepowy zasiedla suche lasy, ale także stepy, podczas gdy w Azji Południowo-Wschodniej pantera mglista czy sundajska współwystępują z lamparcikiem marmurkowym czy odpowiednim gatunkiem mormi. Złotokot może współwystępować z lampartem, zasiedlającym zróżnicowane siedliska, któremu zdarza się zjadać złotokoty.
Kotowate są hipermięsożercami, ograniczającymi się w zasadzie do pokarmów mięsnych Złotokot afrykański nie stanowi tutaj wyjątku. Żywi się zdobyczą różnej wielkości. U kotowatych obserwuje się często, że najwięksi przedstawiciele rodziny polują na zdobycz istotnie od siebie większą, podczas gdy mniejsi gustują raczej w jeszcze mniejszej od siebie zdobyczy. Poluje więc złotokot afrykański na dujkery i antylopki, na koczkodanowate (jak koczkodany, gerezanka ugandyjska), na ryjówkowate, ryjkonosowe, jeżozwierzowate, myszowate, wiewiórkowate, góralki, łuskowce i inne małe ssaki, a także na ptaki. Zdobycz podgląda, poluje z ukrycia, a łapie ją zwykle na ziemi. Badania kału wskazują na znaczący udział gryzoni, w różnych badaniach 70 i 62%. Po nich następowały dujkery z wartością 25 i 33%. Jedną dwudziestą menu złotokota afrykańskiego stanowiły naczelne, w tym nadrzewne.

## Zagrożenia i ochrona

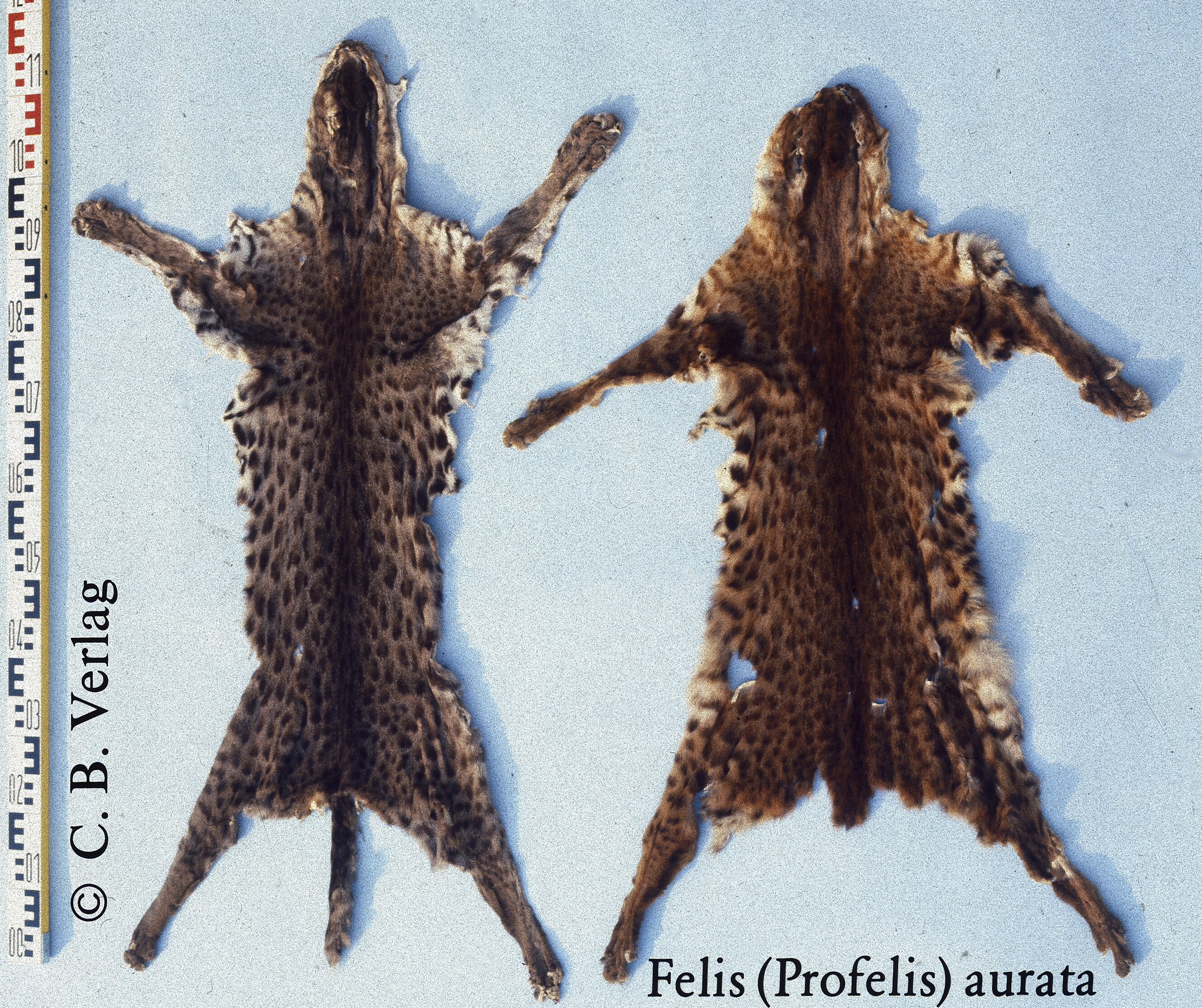
Człowiek zdziera z upolowanych złotokotów skóry

Całkowita liczebność złotokota spada. Zasięg też się prawdopodobnie zmniejsza, ale brakuje dokładnych danych. Informacje o gatunku są skąpe. Występuje on rzadko, a na obszarach intensywnych ludzkich polowań wcale, będąc częsty jedynie w ograniczonych miejscach, jak w Parkach Narodowych Azagny czy Tai, a także w pewnych wtórnych lasach Ugandy. Wśród zagrożeń dla gatunku wymienia IUCN wylesianie i polowania przez człowieka. Ludzie zabijają go z powodu polowania na ich zwierzęta domowe, w tym drób. Zagraża mu również niszczenie środowiska czyli wilgotnych lasów, chociaż w miarę dobrze radzi sobie w lasach wtórnych, o ile pozostawi się w nich gęsty podszyt. Jednak wielkie tereny afrykańskich lasów zostały wyrżnięte. Powstały drogi i osady ludzkie, a także plantacje palmy olejowej. Dochodzi do tego górnictwo napędzane chińskim kapitałem. W pozostałych lasach rabunkowo poluje się na zwierzynę, nie pozostawiając złotokotom pokarmu. Łapią się one także we wnyki pozostawiane celem pozyskania innej zdobyczy, jak dujkery. Przypadkowo złapany, podlega konsumpcji przez człowieka, a zdarta zeń skóra idzie na sprzedaż. Miejscowo uważa się, że przydaje ona szczęścia na polowaniach, wykorzystuje się ją też w lokalnych rytuałach obrzezania. Służy ona też bardziej prozaicznym celom do owijania w nią wartościowych przedmiotów. W Gwinei Równikowej znaleziono go tylko na 16% dogodnych siedlisk z uwagi na działalność ludzką.
IUCN uważa gatunek za narażony na wyginięcie. Po raz pierwszy gatunek rozpoznała w 1994, jeszcze jako niedostatecznie poznany (K). Dwa lata później uznano go a gatunek najmniejszego ryzyka / najmniejszej troski (Lc), co w 2002 zmieniono na narażony na wyginięcie (VU). W 2008 zmieniono status na bliski zagrożenia (NT), by w 2015 wrócić do VU. Wymienia go również załącznik drugi CITES. Następujące państwa wedle IUCN zakazały polowań na złotokota: Angola, Benin, Burkina Faso, Kongo, Ghana, Kenia, Liberia, Nigeria, Rwanda, Sierra Leone, Demokratyczna Republika kongo i Wybrzeże Kości Słoniowej. Ograniczenia zaś wprowadziły Gabon, Liberia i Togo.